# Silze (Luzk)
Silze (ukrainisch Сільце; russisch Сельцо Selzo, polnisch Sielec) ist ein Dorf im Süden der ukrainischen Oblast Wolyn mit etwa 800 Einwohnern (2001).
Die Ortschaft liegt an der Fernstraße N 17 7 km südwestlich vom ehemaligen Rajonzentrum Horochiw und etwa 60 km südwestlich vom Oblastzentrum Luzk.
Am 12. Juni 2020 wurde das Dorf ein Teil neu gegründeten Stadtgemeinde Horochiw; bis gehörte der Ort zur Landratsgemeinde Zehiw im Westen des Rajons Horochiw.
Am 17. Juli 2020 wurde der Ort Teil des Rajons Luzk.

## Persönlichkeiten
Im Dorf kam 1928 der ukrainische Philosoph, Schriftsteller, Literaturkritiker, Übersetzer, Herausgeber, Dissident und Taras-Schewtschenko-Preisträger Jewhen Swerstjuk zur Welt.